# Szatili
Szatili (gruz. შატილი) – wieś w północno-wschodniej Gruzji, przy granicy z Czeczenią. Jest położona na północnym stoku Wielkiego Kaukazu w regionie Chewsuretia, który administracyjnie należy do regionu Mccheta-Mtianetia. Leży  na wysokości ok. 1400 m n.p.m. Liczy 22 mieszkańców (2014), podczas gdy w 2002 roku było ich 68.
Warowna wioska jest położona w głębokim wąwozie Arghuni, w widłach rzeki Argun i górskiego potoku, na wysokiej skale, ok. 140 km od Tbilisi i 4 km od granicy z Czeczenią. Stanowi datowany od XII w. unikalny zespół ok. 60 obronnych wież, połączonych ścianami i pomostami. Wieże mają wysoko położone wejścia, do których wchodzi się po drabinach, które po wciągnięciu do góry stanowią dodatkowe utrudnienie dla najeźdźców. Niektóre z kamiennych wież mają drewniane balkony. Domostwa o płaskich dachach na stromych zboczach wzgórza są położone tarasowo.
W latach 50. XX w. sowieckie władze dokonały przesiedleń Chewsurów, w tym mieszkańców Szatili na niziny. Szatili jest nadal zamieszkane przez kilkanaście rodzin, miejscowość jest odcięta od świata w miesiącach zimowych. W latach 60. XX w. malowniczy krajobraz wsi stanowił plan filmów historycznych o życiu kaukaskich górali.
W 2007 roku Szatili została wpisana na gruzińską listę informacyjną UNESCO – listę obiektów, które Gruzja zamierza rozpatrzyć do zgłoszenia do wpisu na listę światowego dziedzictwa UNESCO.